# Forgó Éva
Forgó Éva (Horváthné Forgó Éva), (Heves, 1966. február 5. –) magyar sakkozó, női nemzetközi mester, egyéni magyar bajnok, háromszoros magyar női csapatbajnok, sakkoktató.

## Sakkpályafutása
Az 1980-as években az akkor még létező külön magyar női sakkcsapatbajnokságon a Zalaegerszeg csapatával három alkalommal nyert magyar bajnokságot.
1990-ben szerezte meg a női nemzetközi mesteri címet.
1995-ben megnyerte a magyar női sakkbajnokságot.
2000 óta lényegében csak csapatversenyeken szerepel. Zalaegerszegen több általános iskolában oktatja a sakkot.

### Játékereje
2014. novemberben a FIDE Élő-pontszámítása szerint 2155 pontja van, amellyel az aktív magyar női sakkozók ranglistáján a 25. Legmagasabb Élő-pontszáma 1997. januárban 2295 volt.

## Díjai, elismerései
- Pro Urbe díj (2003) A Zalaegerszegi Csuti-Hydrocomp SK sakkcsapatának tagjaként.[8]